# 드라빔

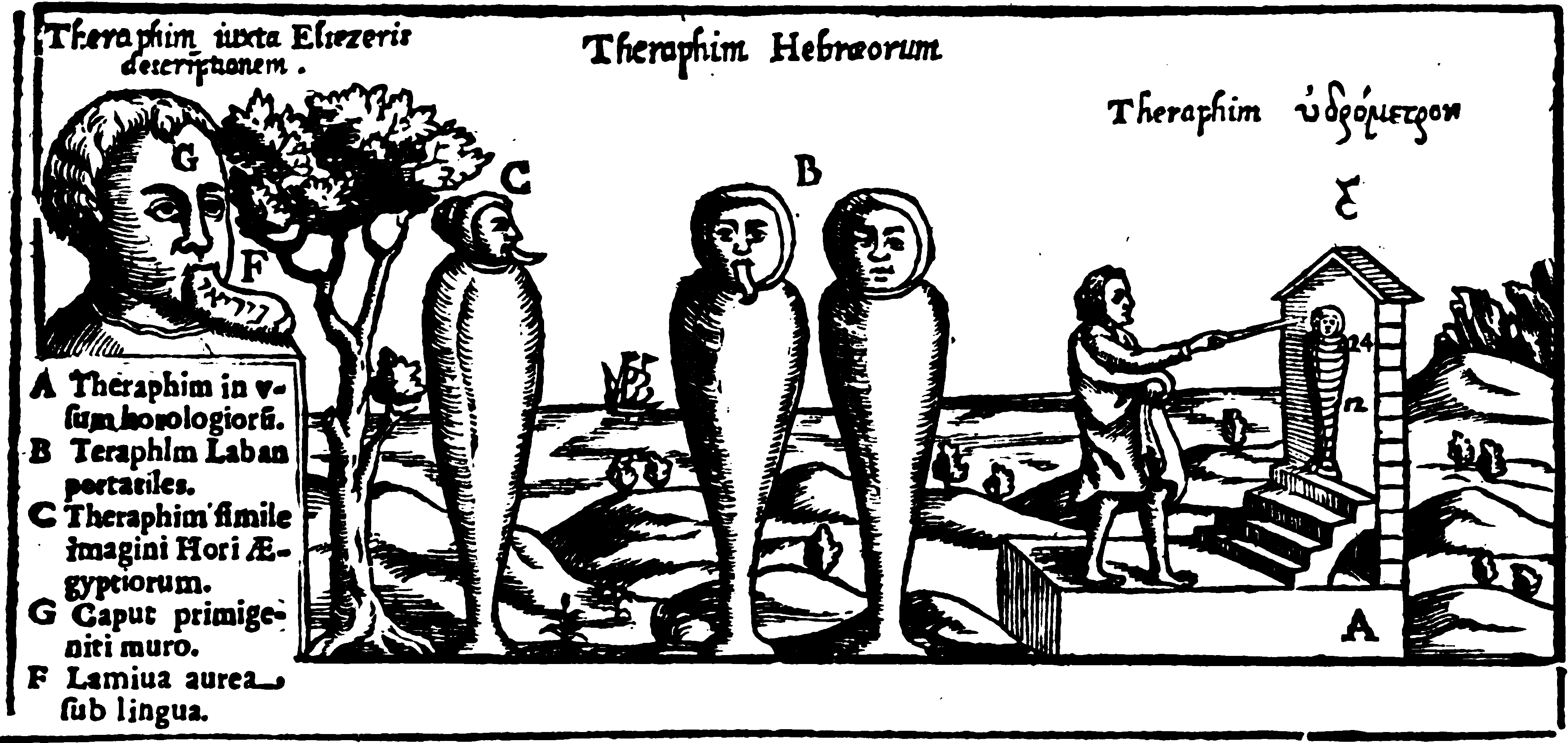
아타나시우스 키르허의 《오이디푸스 아이깁티아쿠스》(1652년)에 묘사된 드라빔

드라빔(히브리어: תְּרָפִים tərāfīm)은 히브리어 성경에 나오는 단어로, 복수형으로만 발견되며, 그 정확한 어원은 불확실하다. 복수형임에도 불구하고 드라빔은 단일한 대상을 지칭할 수도 있다. 드라빔은 고전 랍비 문학에서 "수치스러운 것들"로 정의되지만, 현대 어원학자들은 이를 부정한다. 많은 영어 성경 번역본에서는 이를 우상 또는 가정신으로 번역하지만, 고대 시대의 정확한 의미는 알려져 있지 않다.

## 성경 속 드라빔

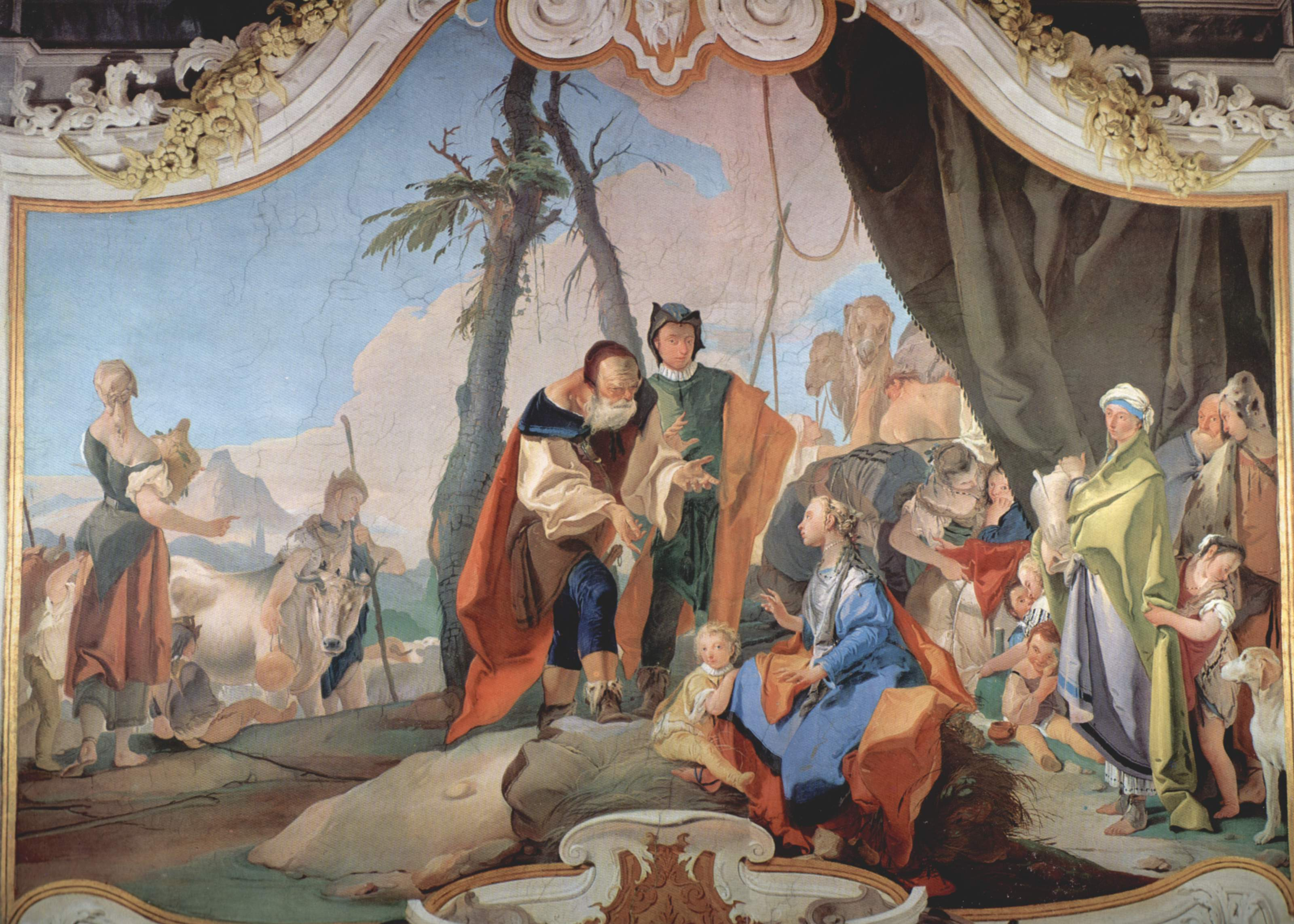
드라빔 위에 앉아 있는 라헬을 그린 조반니 바티스타 티에폴로의 프레스코.

드라빔과 관련해 성경에는 긴 구절이 셋 있다. 라헬과 야곱이 라반에게서 도피할 때, 미갈이 사울로부터 도망치는 다윗을 어설프게 도울 때, 그리고 미가의 우상 이야기에서 욕망의 대상으로 등장할 때이다. 또한 드라빔이 문화나 불법 종교의 한 요소로 언급되는 사소한 구절들도 여럿 있다. 초기 이야기들에는 논쟁적인 요소가 전혀 없다.

### 라헬
창세기 31에 따르면, 남편 야곱이 도망칠 때, 라헬은 아버지 라반의 드라빔을 가지고 낙타 안장 속에 숨긴다. 라반이 드라빔을 찾으러 오자, 라헬은 그 위에 앉아 "여인의 규례" 즉 월경 중이어서 일어설 수 없다고 말한다. 이를 통해 드라빔이 작고, 아마도 30–35 cm (12–14 in) 정도였음을 추론할 수 있다.
라헬은 드라빔을 가져간 이유를 밝히지 않는다. 다른 성경 구절에서 드라빔이 점복에 사용된 것을 인용하여, 일부 학자들은 라헬이 라반이 자신과 야곱의 도피 위치를 점치는 것을 막으려 했거나, 혹은 자신이 점을 치려 했다고 주장한다. 라헬은 또한 아버지로부터의 독립과 대가족 내에서의 법적 권리를 주장하려 했을 수도 있다. 고대 중동의 관습에서 가족 우상의 소유는 가족 내에서 권위와 재산권을 나타내는 지표였다.

### 미갈
사무엘상 19장에서 미갈은 남편 다윗이 아버지 사울에게서 도망치는 것을 돕는다. 그녀는 다윗을 창문으로 내보낸 다음, 사울의 부하들을 속이기 위해 드라빔을 침대에 놓는다. 부하들은 그것이 다윗이라고 믿는다. 이는 드라빔이 사람의 크기와 형태였음을 시사한다. 또한, 해당 구절은 그 드라빔을 언급하며, 드라빔이 모든 가정에 비치된 물건이었음을 암시한다. 반 데르 토른은 "다윗의 집에 드라빔이 있었다고 해서 분개하는 기색이 전혀 없다"고 분석했다.
그러나 드라빔은 사무엘상 15장:23에도 언급되는데, 여기서 사무엘은 사울을 꾸짖으며 "고집은 죄악과 드라빔 같으니라"고 말한다. 사무엘은 반역과 드라빔 사용이 똑같이 중대한 죄악이라고 주장하며, 후자를 우상숭배로 비난한다. 일부 학자들은 이 문맥에서 드라빔이 우상 숭배 의례용 물건이 아니라 장식용 조각상을 의미한다고 주장한다.

### 다른 구절들
호세아 3:4에는 "이스라엘 자손들이 많은 날 동안 왕도 없고 지도자도 없고 희생제도 없고 성스러운 돌도 없고 에봇도 없고 드라빔도 없이 지내리라"고 되어 있다. 미가 이야기에서처럼, 드라빔은 에봇과 밀접하게 연관되어 있으며, 둘 다 다른 곳에서 점복과 관련하여 언급된다. 따라서 제비뽑기에 드라빔이 사용되었을 가능성이 있다. 요시아의 열왕기하 23장:24의 개혁은 드라빔을 불법화했다.
스가랴 10장:2은 다음과 같이 말한다.
드라빔은 허황된 것을 말하고 점쟁이는 거짓을 예언하며; 꿈꾸는 자는 거짓을 말하고 환상으로 위로한다. 그러므로 내 백성은 양 떼처럼 방황하며, 목자가 없어 고통받는다.
에스겔 21장:21에서 느부갓네살은 랍바나 유다 왕국을 먼저 공격할지 결정하기 위해 다양한 형태의 점복을 사용한다. "그는 화살을 흔들고, 형상[드라빔]에게 묻고, 간을 살핀다."
사무엘상:19장에는 다윗이 죽임을 당하지 않도록 담요 아래에 더미로 사용된 드라빔에 대한 언급도 있다.

## 성경 이후의 기록

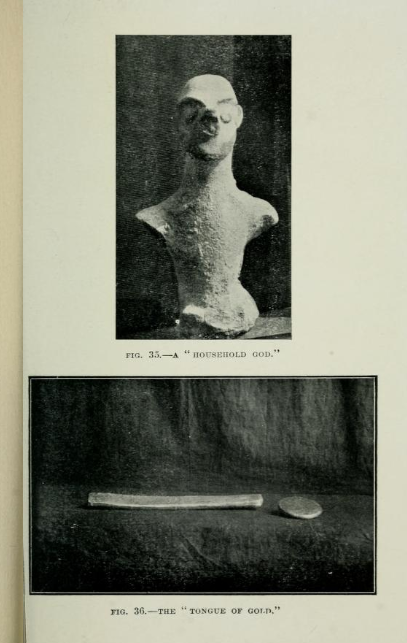
게제르에서 R A 스튜어트 마카리스터가 발견한 "가정신".

플라비우스 요세푸스는 외국으로 여행할 때 "가정신"(家庭神)을 가지고 다니는 관습이 있었다고 언급하며, 따라서 드라빔의 사용이 헬레니즘 문명 시대를 넘어 심지어 그 이후까지도 대중문화 속에서 계속되었을 가능성이 있다.

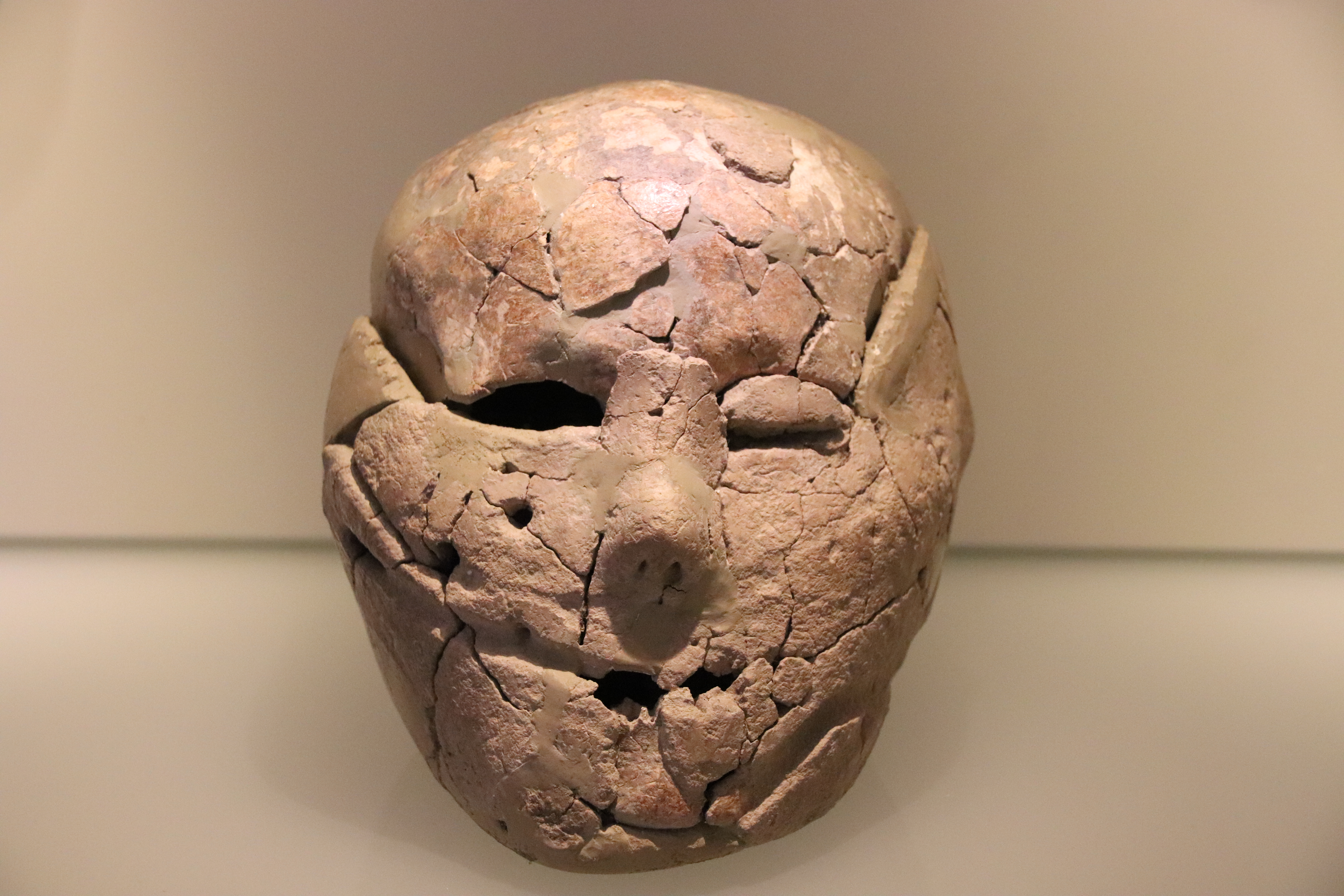
바이사문에서 발견된 석고 바른 두개골 숭배 유물.

드라빔의 암시된 크기와 미갈이 그것을 다윗으로 성공적으로 속인 사실은 드라빔이 머리, 아마도 미라였을 것이라는 랍비들의 추측으로 이어졌다. 위 타르굼 요나단에 따르면, 드라빔은 살해된 맏아들의 머리로 만들어졌다. 각 머리는 삭발되고 소금과 향신료로 처리되었으며, 혀 밑에는 마법의 단어가 새겨진 금판이 놓였다. 그런 다음 머리는 벽에 고정되었다. 드라빔이 말할 것이라고 믿어졌다. 유사한 설명이 웜스의 엘리에젤과 토비아 벤 엘리에젤의 글에도 나와 있다.
캐슬린 케년이 예리코를 발굴하는 동안 석고 바른 사람 두개골을 숭배 물품으로 사용했다는 증거가 발견되었고, 이는 랍비들의 추측에 신빙성을 더했다.

## 제안된 의미와 사용
미가가 드라빔을 우상으로 사용하고, 라반이 그것을 "그의 신들"로 여긴 것은 드라빔이 신의 형상이었음을 나타내는 것으로 생각된다. 드라빔을 "엘로힘"이라고 부르는 것은 일부 학자들이 "우리 신들과 죽은 자들"이라는 구절의 유사한 구조를 만드는 이집트 비문과 연결시킨다. 드라빔이 주물에서 유래했을 가능성이 있으며, 처음에는 조상을 나타냈지만 점차 신탁적인 존재가 되었을 가능성이 있다고 본다. 카렐 반 데르 토른은 드라빔이 가정신이라기보다는 조상 입상이었으며, "드라빔을 가정신으로 해석하는 현재의 견해는 메소포타미아 자료의 일방적인 사용으로 인해 문제가 있다"고 주장한다.

## 어원
애커먼은 드라빔이라는 단어를 가족의 나할라(נחלה) 내 매장과 연결시키며, 블록-스미스를 포함한 여러 연관성을 제시한다. "[무덤의 존재는 세습 재산, 곧 나할라에 대한 물리적인 소유권을 구성했다]."
베노 란츠베르거와 그 후 1968년 해리 호프너는 히타이트어의 타르피슈('악한 귀신')에서 파생되었다고 주장했다.
캐스퍼 라부스카그네는 드라빔이 카코페믹 전치를 통해 뿌리 פתר (p-t-r), 즉 '해석하다'에서 유래했다고 주장한다. 시키-이-마이클스는 야심찬 발표의 한 요소로 몇몇 학자들의 추측을 요약한다. 스페이서는 רפה (r-p-h), '축 늘어지다', 또한 '가라앉다, 이완하다'를 제시하고, 올브라이트는 רפי (r-p-y), '느슨해지다' 또는 '처지다'라는 의미를 제안하며, 포프는 רפפ (r-p-p), '떨리다'를 주장한다.
라부스카그네(위에서 언급한 것 외에도)는 드라빔이라는 용어가 히브리어 רופא(로페)와 관련이 있으며, 드라빔이 치료사였다고 말한 선행자들과 의견을 같이했다. "주석가들이 드라빔(신탁, 치료사, 신들)에게 부여한 거의 모든 특성은 여러 셈어군 언어에서 신격화된 조상인 르파임 ...에게도 부여되었다." 두 가지 미스터리를 하나의 질문으로 줄이는 이 해결책은 너무 깔끔하여 주의를 요한다.

## 같이 보기
- 디 페나테스
- 가정신
- 라레스
- 게리짐산
- 석고 바른 사람 두개골
- 우샤브티

## 내용주
1. 1 2 3   Smith, William Robertson; Box, George Herbert (1911). 〈Teraphim〉.   Chisholm, Hugh. 《브리태니커 백과사전》 26 11판. 케임브리지 대학교 출판부. 637쪽.
2. 1 2 3 4 5  Jewish Encyclopedia, Teraphim
3. ↑  Van Der Toorn, 205.
4. ↑  Rachel's Stealing of the Terafim: Exegetical Approaches
5. ↑  Pritchard, James B., ed. Ancient Near Eastern texts relating to the Old Testament with supplement. Princeton University Press, 2016. p220; M. Greenberg, "Another Look at Rachel's Theft of the Teraphim", JBL 81:3 (1962): 239-248.
6. ↑  BDB, p. 1076.
7. ↑  Van Der Toorn, 216.
8. ↑  Reuven Chaim Klein (2018). 《God versus Gods: Judaism in the Age of Idolatry》. Mosaica Press. 139–141쪽. ISBN 978-1946351463.
9. ↑  “Zechariah 10:2”. 《www.sefaria.org》.
10. ↑  “Bible side-lights from the Mound of Gezer, a record of excavation and discovery in Palestine : Macalister, Robert Alexander Stewart, 1870-1950 : Free Download, Borrow, and Streaming : Internet Archive”. 《Internet Archive》. 2023년 3월 25일. 2024년 1월 17일에 확인함.
11. ↑  Josephus, Antiquities of the Jews, volume 18, 9:5
12. ↑  Reuven Chaim Klein (2018). 《God versus Gods: Judaism in the Age of Idolatry》. Mosaica Press. 361쪽. ISBN 978-1946351463.
13. ↑  Peake's Commentary on the Bible
14. ↑  Van Der Toorn, 222.
15. ↑  Cox & Ackerman 2012.
16. ↑  Bloch-Smith 1992, 213쪽.
17. ↑  Hoffner, Jr; Hoffner, Harry A. (1968). 《Hittite Tarpis and Hebrew Teraphim》. 《Journal of Near Eastern Studies》 27. 61쪽. doi:10.1086/371931. S2CID 163796930.
18. ↑  Casper Labuschagne, "Teraphim : a new proposal for its etymology," Vetus Testamentum 16 [1966] 116.
19. 1 2  Michaels 2015.